# Abzakovo
Abzakovo (en russe : Абзаково, en bachkir : Абҙаҡ) est un village et une station de sports d'hiver de Bachkirie, une république de la fédération de Russie.

## Géographie
Abzakovo est situé dans le sud de l'Oural. La station est située à 35 km de Beloretsk et à 60 km de Magnitogorsk. Le village est situé à 5 km au nord-ouest du village de Novoabzakovo (en russe : Новоабзаково) et de sa gare ferroviaire, sur la rivière Koul'sagady (en russe : Кульсагады), un affluent de la rivière Maly Kizil (en russe : Малый Кизил), laquelle se jette ensuite dans l'Oural.

## Histoire
Le village a été fondé vers 1745. Son nom provient du nom du chef de district rural Abzak Baïmov (Абзак Баимов). Son ancien nom était "Toubyak" (Тубяк, Төбәк).
La station et le domaine skiable ont été développés dans les années 1990, grâce aux financements d'investisseurs issus de l'industrie métallurgique de Magnitogorsk. La grande majorité des touristes s'y rendant sont des Russes, ce qui s'explique par la situation géographique à l'écart des frontières extérieures du pays et d'aéroports internationaux.
En 2011, le village possède une école, une polyclinique, un centre culturel, une bibliothèque, une mosquée, le complexe sportif «Абзаково», un parc aquatique, l'un des plus petits parcs zoologiques de Russie, un spa, une discothèque, des lieux de divertissement et un parking gardé.

## Domaine skiable
Abzakovo est l'une des stations de ski les plus réputées du sud de l'Oural, avec la station voisine de Bannoe. Le président russe Vladimir Poutine y est notamment venu skier plusieurs fois. La saison de ski dure en général de novembre à mai. La station compte 14 pistes — dont 4 sont certifiées FIS et 10 sont équipées d'enneigeurs. Il est possible de pratiquer le ski nocturne sur trois pistes éclairées : le domaine est ouvert tous les soirs jusqu'à 19h00 (21h00 les week-ends). Le dénivelé maximal est de 320 m. Les pistes sont desservies par huit remontées mécaniques, principalement des téléskis de marque Tatrapoma qui desservent le domaine principal. Un télésiège 2-places de conception ancienne dessert la partie du domaine plus excentrée, où est également implanté le centre de biathlon. Doté d'une zone d'embarquement à mi-parcours, sa remontée totale dure plus de 16 minutes. Sa partie basse n'est guère skiable car quasiment à plat. Il est à noter que de nombreuses pistes, mentionnées sur le plan officiel des pistes, sont de fait des routes forestières d'une largeur réduite. Une zone débutants séparée est accessible directement au pied de la station.
Il est possible d'y pratiquer le biathlon (circuit de 10 km, avec 30 cibles).